# Stolnica v Bitontu
Stolnica v Bitontu (ital. Duomo di Bitonto, Concattedrale di Maria SS. Assunta) je rimskokatoliška stolnica v mestu Bitonto v pokrajini Bari v Italiji.

## Zgodovina
Temelj stavbe pred sedanjo, katere ostanki so bili najdeni pri zadnjih obnovah, sega v leto 1087 in je bil dokončan leta 1095, kar daje vero v to, kar je vsebovano v listini cerkve San Silvestro; leta 1114 je prišlo do posvetitve, ki se verjetno nanaša na to prvo zgradbo.
Sedanja stavba je bila postavljena v središču mesta med 12. in 13. stoletjem. Splošna zasnova stavbe je bila dokončana do konca 12. stoletja. Do sredine 13. stoletja je bila dokončana notranja in zunanja dekoracija, na primer ambon, glavni portal in veliko okno v apsidi.
Stolnica, posvečena sveti Mariji, je bila sedež majhne škofije Bitonto od ustanovitve škofije, ki naj bi bila v 8. stoletju, do leta 1818, ko so jo združili s sosednjo škofijo Ruvo in tvorili škofijo Ruvo e Bitonto. Ta je bila ponovno ločena leta 1982 in škofija Bitonto s stolnico je bila za kratek čas oživljena, vendar je bila združena z nadškofijo Bari leta 1986, da je nastala nadškofija Bari-Bitonto, v kateri je stolnica Bitonto zdaj sostolnica.

## Opis

### Zunanjost
Pod sedanjo stavbo so odkrili ostanke paleokrščanske cerkve, ki je nastala nekaj stoletij pred ustanovitvijo škofije.
Obstoječa cerkev pa je romanska stavba iz poznega 11.-12. stoletja, na katero je vplivala bazilika sv. Nikolaja, Bari. 
Izstopajoča fasada je s pilastri razdeljena na tri dele za celotno višino osrednje ladje, ki jo idealno razmejujejo. Vsak od treh delov je opremljen s portalom. Osrednji, bogato izrezljan, ima dvojni arhivolt, okrašen z živalskimi in rastlinskimi figurami, na katerimi je bogato izrezljan nadstrešek z akantovimi listi in nad njim pelikan, ptica, ki po legendi svoje srce ponuja svojim otrokom in zato simbolizira velikodušnost Cerkve. Nadstrešek podpira par kamnitih grifinov, ki držijo plen v krempljih. Celota je podprta s stebri, ki se končajo s korintskim kapitelom, ki počiva na dveh kamnitih levih v naravni velikosti.
V arhitravu so vklesani v bas reliefu Oznanjenje, Obiskovanje, Razodetje, Jezusova predstavitev v templju. Končno je v luneti predstavljen Anastazij, tudi v bas reliefu.
Preostala dva portala sta manjša od osrednjega, oba imata vklesane podboje in arhitrav ter luneto v obliki polmeseca. Luneta portala levo od osrednjega je zaprta s pregrado.
Zgornji register fasade je uokvirjen s pritlikavimi arkadami in je obogaten s štirimi biforami: eno v stranskih delih, drugi dve pa sta postavljeni drug ob drugem v osrednjem delu. Ta dva sta okrašena z dvema majhnima stebričkoma, ki podpirata ustrezni nadstrešek. Ob oknih je šestnajst kraka rozeta, ki jo uokvirja obokana edikula, ki jo prekriva sfinga in podpirata skulptura dveh levov.
Na južni strani, ki gleda na trg, je loža, ki jo tvori šest heksaforov, s stebri in kapiteli, ki so izklesani s človeškimi glavami, ki so si med seboj različne. Pod vsako eksaforo se odpre globok lok, zaprt z ogivalnim oknom, razen zadnjega, ki ima portal, imenovan Vrata izobčenja: od tu je papež Gregor IX. izobčil Friderika II. in ga obtožil, da se je sprijaznil s sultanom Al Kamilom med križarsko vojno leta 1227. Nad portalom stoji eno samo lanceto okno, zaprto s pregrado. Severni bok se razlikuje po prisotnosti, namesto heksafor, šestih simetrično razporejenih enojnih oken.
Območje apside zapirajo tri stene: dve, ki se spajata s sprednjo stranjo, in zadnja stena. Severni del teh obzidja obsega zvonik, ki je bil večkrat prezidan (v letih 1486-88 in 1630) in tudi v novejšem času. V spodnjem delu zadnje strani sostolnice se odpira vrsta slepih lokov, ki jih dva po dva obdaja širši lok kot okenska stena: stranske stene imajo tri pare slepih lokov, zadnja stena pa štiri. Nad njim stoji veliko okno z ornamentom, podobnim glavnemu portalu: dva leva, ki podpirata dva stebra, na kapitelih pa dva grifina, ki podpirata bogato izklesan nadstrešek. Višje se zdi velik lok mavrskega tipa.
Med sostolnico in palačo De Lerma, ki meji na desno stran pročelja, stoji loža iz 16. stoletja z vogalno rešitvijo. Loža, ki jo je zgradil škof Carafa, je v polnem renesančnem slogu in se imenuje Loža blagoslovov.

## Notranjost
Notranjost je triladijska, izstopa pa tudi po kiparskem okrasu. Kot številne apulijske cerkve je bila tudi ta v Bitontu v 18. stoletju prekrita s štukaturami in baročnimi okraski, vendar je bil prvotni videz obnovljen med obnovami v 19. stoletju.
Glavno ladjo in transept prekriva lesen strop s polikromno dekoracijo, stranski ladji, ki jih prekrivajo ženske galerije, pa prekrivajo rebrasti oboki. Glavno ladjo loči od ostalih šest stebrov s korintskimi kapiteli, na katerih sloni šest lokov v obliki polmeseca. Nad šestimi loki je triforij, ki krasi ženske galerije. Pod drugim desnim lokom je monolitni krstni kamen. Posebej vreden omembe je kapitel v levi vrsti, ki prikazuje vzpon Aleksandra Velikega na vozu v nebesa, ki sta ga vlekla dva grifona, in kasnejši padec: to je tako imenovani "Aleksandrov let", zelo popularna ikonografija v romaniki.
Marmorna prižnica je rekonstrukcija nestanovitnih kosov ambona in ciborija iz 18. stoletja Gualtiera da Foggie (1240). Izgleda kot pravokotna škatla, ki jo podpirajo štirje stebri. Sprednja fasada je sestavljena iz visokokakovostnih kiparskih fragmentov z geometrijskimi in rastlinskimi motivi ter barvnim steklom. Pomemben kos je ambon, izrezljan in okrašen z visokokakovostnimi rezbarijami in odprtino iz leta 1229, mojstrovina srednjeveškega apuljskega kamnoseštva. 
Pod glavno cerkvijo se razprostira kripta, prekrita s križnimi oboki, ki jih podpira 36 ponovno uporabljenih stebrov s kapiteli, okrašeni z zoomorfnimi in fitomorfnimi motivi. Kripta vodi do zgodnjekrščanske cerkve, ki ohranja ostanke prejšnje cerkve (5.-6. stoletje). Izkopavanja so razkrila apnenčaste bloke iz obdobja med 9. in 10. stoletjem. Tla najstarejše cerkve so bila zaradi svoje dolgoletne prisotnosti večkrat obnovljena, ena izmed njih je bila rekonstrukcija v velikih apnenčastih blokih. Na dan je prišel mozaik iz 11. stoletja, ki predstavlja grifina, izdelan v tehniki opus sectile in sega v 11. stoletje ter je v odličnem stanju, katerega dvojna narava (levje telo in glava orla) simbolizira človeško in božansko naravo Kristusa.
Pri izkopavanjih so bile razkrite tudi predkrščanske najdbe, na primer nekaj prazgodovinske keramike in novcev iz rimske dobe.